# Крісталл Мані Інгасон
Крісталл Мані Інгасон (ісл. Kristall Máni Ingason, нар. 18 січня 2002, Рейк'явік, Ісландія) — ісландський футболіст, півзахисник данського клубу «Сеннер'юск» та національної збірної Ісландії.

## Клубна кар'єра
Грати у футбол Крісталл Інгасон почав у молодіжній команді столичного клубу «Фйолнір». У 2018 році він перейшов до данського «Копенгагена», де також продовжив виступати на молодіжному рівні.
У 2020 році Крісталл був переведений до першої команди, але в основі не зіграв жодного матчу, а одразу відправився назад до  Ісландії — в оренду у столичний клуб «Вікінгур». У 2021 році футболіст підписав з клубом постійний контракт. Того ж сезону разом з командою став чемпіоном Ісландії та переможцем національного Кубку.
1 серпня 2022 року підписав контракт з норвезьким «Русенборгом».

## Збірна
З 2017 року Крісталл Інгасон захищав кольори юнацьких та молодіжної збірних Ісландії. 12 січня 2022 року у товариському матчі проти Уганди Крісталл Інгасон дебютував у складі національної збірної Ісландії.

## Титули і досягнення
- Чемпіон Ісландії (1):

«Вікінгур»:  2021
- Володар Кубка Ісландії (1):

«Вікінгур»:  2021
- Володар Суперкубка Ісландії (1):

«Вікінгур»:  2022